# Chenorhamphus
Chenorhamphus là một chi chim trong họ Maluridae.